# Starszy aspirant Policji
Starszy aspirant Policji (st. asp.) – stopień aspirancki w Policji. Niższym stopniem jest aspirant, a wyższym aspirant sztabowy. Na stopień ten mianuje komendant wojewódzki Policji. Nadanie wyższego stopnia nie może nastąpić wcześniej niż po przesłużeniu w stopniu starszego aspiranta 2 lat. Odpowiednik wojskowego stopnia starszego chorążego, młodszego chorążego sztabowego, oraz starszego aspiranta w Państwowej Straży Pożarnej.